# Ута Хік
Ута Хік (нім. Uta Hick) була куратором в Кельнському зоопарку (м. Кельн) і давньою редакторкою журналу зоопарку, «Zeitschrift des Kölner Zoo».

## Біографія
Ута Гік зробила значний внесок у знання про сакієвих. Найбільша збірка сакієвих, які живуть у неволі, процвітала в зоопарку Кельна під особистим доглядом куратора Гік.

## Вшанування
Названий на честь вченої вид Chiropotes utahickae проживає у східній амазонській Бразилії.